# Берг, Марк
Марк Берг (род. 9 декабря 1959) — американский кинопродюсер, менеджер и актёр, наиболее известный своими работами над серией фильмов «Пила» и ситкомом CBS «Два с половиной человека».

## Карьера
Берг был президентом Island Pictures в начале 1990-х и продюсировал множество фильмов, таких как «Баскетбольные дневники» (1995), «Песочные часы», «Лекарство», и дал Хэлли Берри её первую ведущую роль в «Строгом деле» (1991). В конце 1990-х годов вместе со своим партнером-продюсером Ореном Коулзом он создал Evolution Entertainment, которая занимается производством фильмов и телевидения и управляет сценаристами, режиссёрами и актёрами. В 2004 году вместе с Коулзом и Греггом Хоффманом он создал продюсерскую компанию Twisted Pictures, которая в основном занимается разработкой и производством фильмов ужасов. Берг лично финансировал первый выпуск фильмов «Пила» со своим партнером Коулзом. Это окупилось, в результате он стал мультимиллионером. Он получил ShoWest Awards, People’s Choice Awards, занял место в Книге рекордов Гиннесса за наиболее успешную франшизу фильмов ужасов, был номинирован на три премии «Эмми», а также получил несколько наград за предыдущие фильмы.

## Фильмография
- Пила: Спираль (2020)
- Пила 8 (2017)
- Хэвенхёрст (2017)
- Грэйс акустическая (2013)
- Измученный (2010)
- Пила 3D (2010)
- Письмо счастья (2010)
- Пила 6 (2009)
- Пила 5 (2008)
- Рипо! Генетическая опера (2008)
- Два с половиной человека (2003—2015)
- Пила 4 (2007)
- Мёртвая тишина (2007)
- Катакомбы (2007)
- Пила 3 (2006)
- Любовь, Inc. (2005—2006)
- Пила 2 (2005)
- Казино (2004)
- Пила: Игра на выживание (2004)
- Любовь ничего не стоит (2003)
- Джон Кью (2002)
- Беги, Ронни, беги! (2002)
- Анатомия порока (2001)
- Спросите Синди (2001)
- Блокировка (2000)
- Чёрное и белое (1999)
- Количество тела (1998)
- Пряничный человечек (1998)
- Def Jam «Как стать игроком» (1997)
- B * A * P * S (1997)
- Эдди (1996)
- Не грози Южному централу, попивая сок у себя в квартале (1996)
- Лекарство (1995)
- Пустоголовые (1994)
- Песочница (1993)
- Строго Бизнес (1991)
- Игрушечные солдатики (1991)
- Дархэмский бык (1988)
- Любовь нельзя купить (1987)